# گروو استریت گیمز
گرو استریت گیمز یک توسعه دهنده بازی‌های ویدئویی واقع در گینزویل، فلوریدا می‌باشد که در سال ۲۰۰۷ تأسیس شده‌است.
گروو استریت گیمز برای راک‌استار گیمز بازی‌هایی از جمله اتوموبیل دزدی بزرگ: سن اندریس را برای پلتفرم آی او اس و اندروید، منتقل کرده‌است.